# Henry Sanfourche
Henry Sanfourche (n. 24 aprilie 1775, Sarlat, Aquitaine, Franța – d. 20 aprilie 1841, Sarlat, Aquitaine, Franța) a fost un colonel al Imperiului Francez, comandant al Legiunii de Onoare și cavaler al Ordinului Sf. Ludovic. A însumat 24 de campanii militare sub Napoleon Bonaparte.